# 15 دقيقة من الشهرة

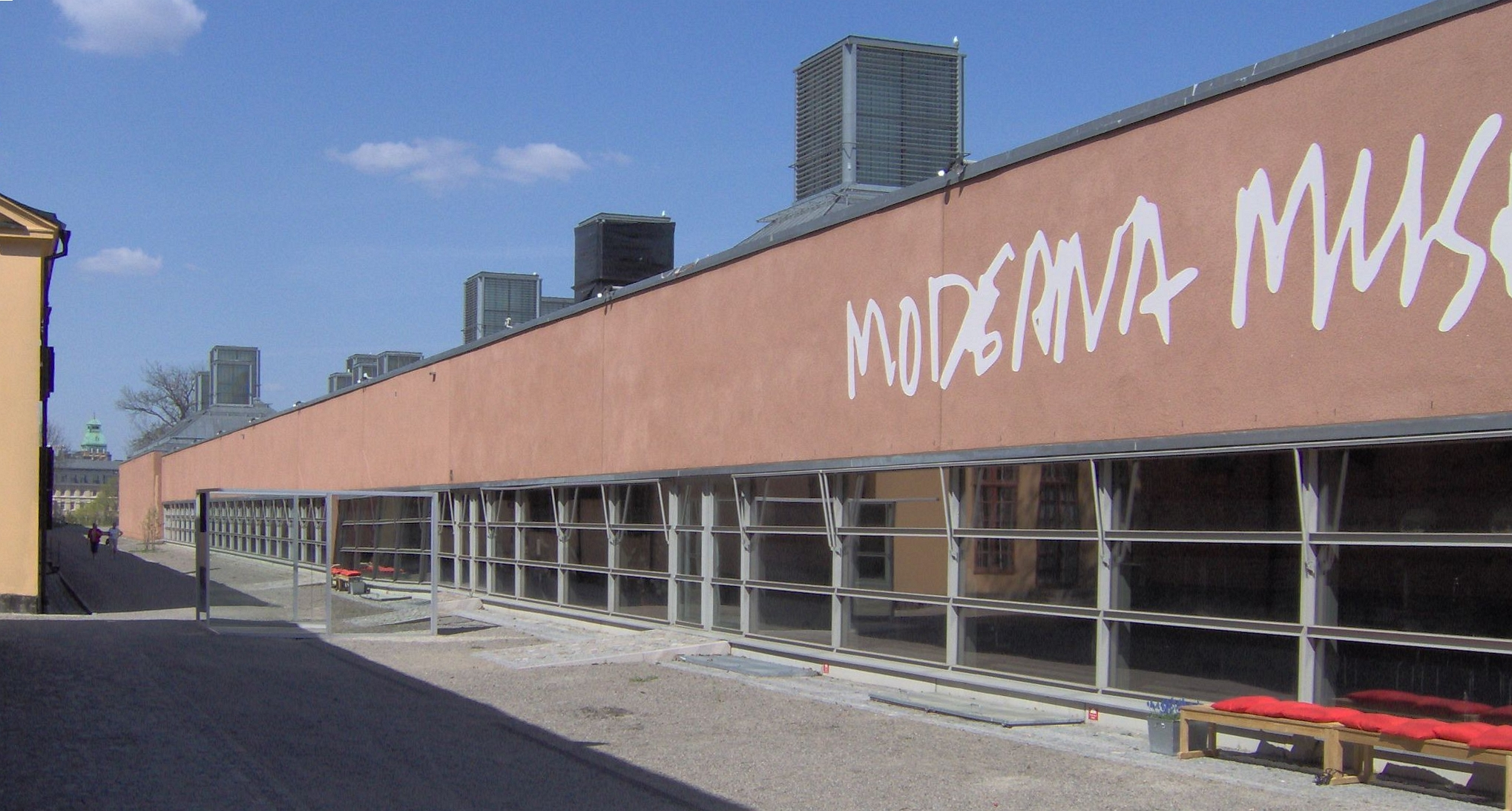

15 دقيقة من الشهرة في عام 1968, قال الأمريكي «آندي وارهول»:- «في المستقبل، سيكون بقدرة أي شخص أن يحظى بـ 15 دقيقة من الشهرة.»
- "15 دقيقة، هي فرصته للإطلال على العالم بأسره." في العالم، يجلس ووجهه يشع نورا وعينيه تلمع ذكاء، يحتضن حاسوبه الشخصي ويضع قدما فوق أخرى ويفكر في كلمات "آندي", محاولا أن يكون جزءا من تحقيق النبوءة. وبعد مدة ليست بالطويلة، اهتدى الشاب ذو القميص البسيط والجينز التقليدي، إلى الفكرة التي يبحث عنها: سوف يقوم مع أصدقائه ببناء موقع جديد على شبكة الإنترنت، وسيطلق عليه اسم الـ FameBook, وسيعمل على أن يصل هذا الموقع لملايين الأشخاص حول العالم، كل شخص ستكون له فرصة لمدة 15دقيقة، يعرض نفسه على العالم من خلال الموقع، وله الحق في استخدام الـ 15 دقيقة كما يحلو له، ويعرض على العالم ما يرغب في عرضه. اقتنع أصدقاءه بالفكرة المجنونة، وقاموا ببناء الموقع، واختبروه بشكل تجريبي على زملائهم في الجامعة، كل منكم لديه 15 دقيقة من الشهرة يا شباب، اعرض نفسك وأفكارك على الجامعة بأسرها، ونجحت التجربة، وفورا وجدوا المستثمر الذي سيحلق بالـ FameBook إلى آفاق العالمية. أرسم صورة لنفسي لأذكرها بأنني ما زلت موجودا". تلك العبارة التي تمعن في استيضاح الأزمة الوجودية هي للفنان الأمريكي آندي وارهول. أحد أهم رواد الفن الشعبي.الذي يتذكره الآخرون بأعمال شهيرة، مثل تلك الصورة المكررة بألوان متباينة وساطعة، لأهم المشاهير في حقبة الستينات كمارلين مونرو وإليزابيث تايلور.

## هوس بالمشاهير
إلا أن من أشهر أعماله، لوحات شخصية له، استطاع من خلالها أن ينضم إلى ساحة المشاهير الذين افتتن بهم. تلك اللوحة الشخصية الشهيرة لأندي، يطفو فيها رأسه بملامح جدية صارمة، وعينين متسعتي الحدقة تحمل نظرة فارغة مخيفة، وشعر متطاير عشوائي، وخلفية داكنة تثير القلق. وكعادته في هذا اللون الفني الذي اختاره لنفسه، كرر «وارهول» إظهار الوجه مع اختلاف في اللون الذي يختاره لرأسه.
والسؤال هنا، ما هو ذلك الهوس الذي ألمّ به ودفعه إلى تكرار رسم نفسه؟ هو أقرب إلى الظاهرة التي سيطرت على عوالم الجيل الجديد، وهي ظاهرة السيلفي، أي التقاط الصور الشخصية لذاتك بتقريب الكاميرا، ومن ثم يتم نشرها غالباً عبر وسائل الإعلام الاجتماعية.